# Fantastic Dizzy
Fantastic Dizzy est un jeu vidéo d'aventure et de plate-forme sorti en 1991 et fonctionne sur Amiga CD32, Amiga, Atari ST, Commodore 64, GameGear, Master System, Mega Drive, Nintendo Entertainment System et PC. Le jeu a été développé par Philip Oliver et Andrew Oliver puis édité par Codemasters.
Le jeu a été renommé The Fantastic Adventures of Dizzy pour les versions commercialisées en dehors de l'Europe et de l'Australie. Il fait partie de la série Dizzy dont il est le septième opus.

## Synopsis
Zak le sorcier a capturé Daisy et jeté un sort sur les habitants du village de Dizzy. Dizzy doit alors quitter son village et partir visiter les quatre coins du royaume magique de Zakeria que dirige Zak afin de pouvoir délivrer sa fiancée et conjurer le sort de ses amis.

## Système de jeu
Le jeu est un mélange d'aventure et de plate-forme.
Selon les versions, 100 ou 250 étoiles sont parsemées à travers le jeu ; elles doivent être toutes collectées pour pouvoir accéder à la confrontation finale contre Zaks. En effet, le lieu du duel se situe dans la tour du château qui est accessible à tout moment mais dans laquelle une barrière électrique bloque l'accès à Zaks tant que les 250 étoiles n'ont pas été récoltées. Pour obtenir toutes les étoiles, Dizzy doit fouiller tous les recoins du jeu mais de nombreux obstacles se dresse sur sa route.
Certains ennemis se contentent de repousser Dizzy et de l'étourdir quelques instants, d'autres peuvent le tuer en un seul coup. À noter que les papillons sont inoffensifs mais il existerait certaines versions où les papillons font rebrousser chemin à Dizzy un court instant. Dizzy possède une barre d'énergie qui diminue lorsqu'il est touché par un ennemi mais il ne dispose d'aucun moyen pour se défendre face à ceux-là. Sa seule ressource est le saut qui lui permet d'éviter les ennemis ainsi que d'enjamber les obstacles et les pièges sur sa route. Sous l'eau, Dizzy ne sait pas nager et marche sur les fonds marins ; il ne sait pas respirer indéfiniment sous l'eau (à moins d'avoir l'équipement adéquat) et peut mourir s'il reste immergé trop longtemps. Étonnamment, les chutes ne peuvent pas blesser Dizzy quelle que soit la hauteur mais Dizzy, par sa forme en œuf, a tendance a « rouler » lorsqu'il prend trop d'élan pour sauter. Les fruits peuvent restaurer la santé de Dizzy tandis que les gemmes regénèrent sa barre de vie entièrement.
Les ennemis qui bloquent l'avancement du jeu doivent être éliminés en utilisant l'objet adéquat. Dizzy peut transporter un maximum de trois objets. Lorsque Dizzy prend un objet et que son inventaire est déjà plein, un objet de son inventaire est laissé sur place. Chaque objet a une utilisation précise comme l'élimination d'un ennemi (désherbant, arbalète… ), mais aussi la résolution d'un puzzle (clé, poids… ), l'accès à d'autres lieux (corde, palmes... ) ou la protection contre un danger (parapluie). Enfin, certains objets ne sont faits que pour être échangés contre d'autres objets avec des personnages du jeu.

### Mini-jeux
Si la majorité du jeu se déroule comme un lent jeu de plate-forme en 2D, il existe trois mini-jeux à terminer pour avoir toutes les étoiles, plus un minijeu spécial.
- Mine carts : à la mine, Dizzy peut circuler dans un chariot pour aller rapidement dans d'autres endroits du jeu, tout en collectant les étoiles sur sa route. Il y a de nombreux dangers sur les rails : chute de pierre, cul-de-sac, et chariots dans la direction opposé. Vers la fin du parcours, le chariot accélère ainsi que le nombre d'impasse.
- Dizzy Down the Rapids : Dizzy doit prendre un tonneau pour descendre une rivière tout en échappant au troll qui le poursuit ainsi que d'autres obstacles naturels et en collectant les étoiles sur son passage. Le minijeu est absent sur plusieurs support telle que la version Mega Drive et PC.
- Castle Capers : basé sur le concept d'Operation Wolf, Dizzy est armé d'une arbalète et doit avoir cinq tirs d'avance sur les trolls occupant le château. Cependant, Dizzy meurt si ce sont les trolls qui prennent l'avantage.
- Bubble Trouble : au fond de l'océan, Dizzy doit remonter à la surface avant qu'il n'ait plus d'oxygène. Pour cela, il doit monter sur des bulles d'air formé au fond de l'eau et sauter sur les plates formes sur les côtés ou sur d'autres bulles avant que la sienne éclate. Les grosses bulles durent plus longtemps que les petites, mais sont plus lentes. Ce minijeu fut adapté en un stand-alone appelé Bubble Dizzy.
- Theodore's magic puzzle: Dizzy doit résoudre un taquin en 4x4 en un temps limité. Il s'agit d'un minijeu permettant de gagner une vie supplémentaire. Plus le nombre de vies en stock est important, plus le puzzle est complexe.

## Histoire du développement
Le jeu devait initialement sortir pour Noël 1990 mais une procédure légale entre Codemasters et Nintendo sur le Game Genie repoussa la sortie du titre à avril 1991. Le fait d'avoir manqué les fêtes de fin d'année peut expliquer que le jeu ne fut écoulé qu'à 125 000 exemplaires au lieu des 500 000 espérés. Malgré cela, Fantastic Dizzy reçu le prix du NES Adventure Game of the Year 1991 par le magazine Game Players ainsi que le Parents Choice Award.

## Accueil
| Publication   | Score |
| ------------- | ----- |
| Amiga Format  | 87 %  |
| Amiga Joker   | 62 %  |
| Amiga Force   | 86 %  |
| The One Amiga | 84 %  |
| Datormagazin  | 2/5   |

## Équipe de développement
- Game Design : Andrew et Philip Oliver (les frères Oliver), Peter Williamson (Master System)
- Graphismes : Leigh Christian
- Musiques et effets sonores : Lyndon Sharp
- Programmation originale : Derek Leigh‑Gilchrist, Ash Hogg
- Programmation Amiga : Derek Leigh‑Gilchrist
- Programmation Master System : Paul Griffiths, Lyndon Sharp
- Programmation PC : Gábor Kuti, György Szöllösi (HumanSoft Ltd. Canada et Musicomp Ltd. Hungary)
- Artwork : Leigh Christian, Joby Wood